# Chancel Mbemba
Chancel Mbemba Mangulu (ur. 8 sierpnia 1994) –kongijski piłkarz, grający na pozycji obrońcy we francuskim klubie Olympique Marsylia oraz w reprezentacji Demokratycznej Republiki Konga.

## Kariera klubowa
Mbemba trafił do Europy w 2011 roku, gdy został zawodnikiem belgijskiego klubu RSC Anderlecht. Od 2011 roku do 2013 grał w jego rezerwach. W 2013 roku awansował do kadry pierwszego zespołu.
W lipcu 2015 podpisał pięcioletni kontrakt z Newcastle United.

## Kariera reprezentacyjna
W reprezentacji Demokratycznej Republiki Konga Mangulu zadebiutował 15 czerwca 2011 roku w wygranym 3:0 meczu kwalifikacji do PNA 2013 z Seszelami. W 2013 roku został powołany do kadry na Puchar Narodów Afryki 2013.